# Hossam Ramzy
Hossam Ramzy (en árabe: حسام رمزي‎; El Cairo, 15 de diciembre de 1953-10 de septiembre de 2019) fue un percusionista y compositor de origen egipcio. Trabajó con reconocidos artistas británicos como Jimmy Page, Robert Plant y Peter Gabriel, al igual que con músicos árabes como Rachid Taha y Khaled.

## Carrera
Ramzy nació en el seno de una familia adinerada de El Cairo. Empezó a tocar el derbake y la tabla a una temprana edad. Se mudó a Arabia Saudita por un tiempo y allí aprendió los estilos musicales de los beduinos. En la década de 1970 se trasladó a Londres y empezó a tocar con el saxofonista Andy Sheppard. Sus colaboraciones con algunos músicos de jazz ingleses le valieron el sobrenombre del "Sultán del Swing". En 1989 trabajó con el músico Peter Gabriel en la banda sonora de la película La última tentación de Cristo de Martin Scorsese. Esta colaboración le valió la atención de artistas y bandas como Frank Asher y Gipsy Kings.
En 1994 retornó a sus raíces y formó un ensamble egipcio que participó en la grabación del álbum No Quarter: Jimmy Page and Robert Plant Unledded. Ramzy y su ensamble salieron de gira junto a Plant y Page en 1995 en soporte del mencionado trabajo discográfico. El año siguiente Ramzy publicó la primera de tres colaboraciones con el arreglista británico Phil Thornton, Eternal Egypt. El éxito obtenido con Eternal Egypt impulsó el lanzamiento de dos nuevas producciones musicales con Thornton: Immortal Egypt y Enchanted Egypt. En 1996, Hossam y su ensamble tocaron junto a Big Country en el club Dingwalls. Tras este evento fue grabado el álbum Eclectic. En 1998 tocó con Rachid Taha, Khaled y Faudel en un concierto titulado 1,2,3 Soleils y acompañó nuevamente a Khaled en el álbum del DJ Claude Challe Flying Carpet.
En 2000, Jay-Z realizó un sample de "Khosara" para la canción "Big Pimpin'". Al llegar el nuevo milenio, Ramzy empezó a dedicarse de lleno a la realización de arreglos para músicos de pop. En 2005 contribuyó en algunas canciones del álbum Life del artista latino Ricky Martin y trabajó con la cantante colombiana Shakira en su álbum She Wolf. También contribuyó con dos canciones para la banda sonora de la película Prince of Persia: The Sands of Time y con una canción para la banda de sonido de la producción cinematográfica Conan the Barbarian.
Su último álbum, titulado Rock the Tabla, fue publicado el 30 de agosto de 2011. Cuenta con la colaboración de A.R. Rahman, Omar Faruk Tekbilek, Manu Katché y Billy Cobham.

## Vida personal
Ramzy alternaba su vivienda entre Londres y El Cairo junto a su esposa, la bailarina brasileña Serena. Realizó una pequeña aparición en la película de 1993 El hijo de la pantera rosa.

## Premios
- 1999 Premio New Age Voice Award por mejor álbum de música contemporánea con Immortal Egypt.

## Discografía seleccionada
- 1989 - La última tentación de Cristo (Peter Gabriel)
- 1994 - No Quarter
- 1994 - Best of Farid Al Atrash  (ARC Music)
- 1994 - Best of Abdul Halim Hafiz  (ARC Music)
- 1994 - Best of Oum Kalthoum  (ARC Music)
- 1994 - Best of Mohammed Abdul Wahab  (ARC Music)
- 1994 - Baladi Plus  (ARC Music)
- 1994 - Sultaan  (ARC Music)
- 1995 - Egyptian Rai (ARC Music)
- 1995 - Source of Fire  (ARC Music)
- 1996 - Gamaal Rawhany (Soulful Beauty) - an album of Modern Egyptian Belly Dance (ARC Music)
- 1996 - Eternal Egypt
- 1996 - Ahlamy - con Rafat Misso (ARC Music)
- 1996 - Eclectic - con Big Country (Castle Music)
- 1997 - Best of Hossam Ramzy
- 1998 - Messiah Meets Progenitor
- 1998 - Ro-He - con Essam Rashad (ARC Music)
- 1998 - Rhythms of the Nile  (ARC Music)
- 1998 - Immortal Egypt
- 2000 - Amar
- 2000 - Sabla Tolo — Journeys into Pure Egyptian Percussion  (ARC Music)
- 2002 - Faddah  (ARC Music)
- 2002 - Qanun El Tarab  (ARC Music)
- 2003 - Flamenco Arabe  (ARC Music)
- 2003 - Hossam Ramzy Presents Egyptian Sufi Sheikh Mohamed Al Helbawy  (ARC Music)
- 2004 - Enchanted Egypt
- 2007 - Bedouin Tribal Dance  (ARC Music)
- 2007 - Secrets of the Eye  (ARC Music)
- 2007 - Sabla Tolo II  (ARC Music)
- 2008 - Sabla Tolo III  (ARC Music)
- 2009 - Ruby  (ARC Music)
- 2011 - Rock the Tabla  (ARC Music)